# نصف‌النهار ۱۶۹ درجه شرقی
نصف‌النهار ۱۶۹ درجه شرقی ۱۶۹مین نصف‌النهار شرقی از گرینویچ است که از لحاظ زمانی ۱۱ساعت و ۱۶دقیقه با گرینویچ اختلاف زمانی دارد.
این نصف‌النهار از قطب شمال شروع و از مناطق زیر گذشته و به قطب جنوب ختم می‌شود.
- روسیه
- اقیانوس آرام
- 🇳🇿 نیوزیلند